# 1869年2月11日日食
1869年2月11日日食为一次在协调世界时1869年2月11日出現的日環食。該次日食食分為0.9201，食甚維持8分2秒。

## 概述
這次日食的食分是0.9201，環食維持8分2秒。

## 基本參數
- 類型：日環食
- 食甚資料：
  - 日期：1869年2月11日
  - 時間：13時46分39秒
  - 地點：51S 10W
  - 食分：0.9201
  - 日環食持續時間：8分2秒

## 外部連結
- NASA日食專頁（页面存档备份，存于）（英文）